# Nombre refactorisable

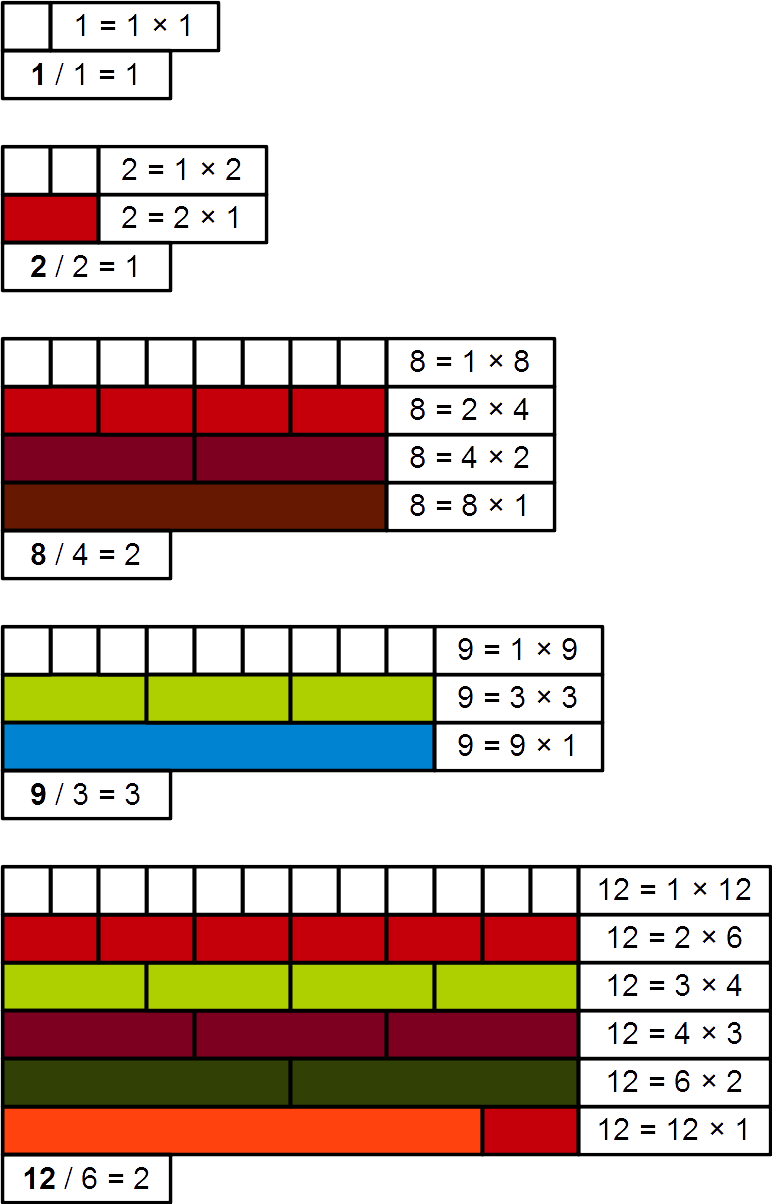
Démonstration grâce aux réglettes Cuisenaire que 1, 2, 8, 9 et 12 sont refactorisables.

En mathématiques, un nombre refactorisable ou nombre tau est un entier {\displaystyle n>0} qui est divisible par le nombre total {\displaystyle \tau (n)} de ses diviseurs. Les premiers nombres refactorisables sont listés dans la suite A033950 de l'OEIS 1, 2, 8, 9, 12, 18, 24, 36, 40, 56, 60, 72, 80, 84, 88, 96.
Cooper et Kennedy ont démontré que les nombres refactorisables ont pour densité naturelle zéro. Zelinsky a démontré que trois entiers consécutifs ne peuvent pas être tous refactorisables. Colton a démontré qu'il n'y a pas de nombre refactorisable parfait. L'équation {\displaystyle \mathrm {pgcd} (n,x)=\tau (n)} possède des solutions seulement si {\displaystyle n} est un nombre refactorisable.
Il existe encore des problèmes non résolus en rapport avec les nombres refactorisables. Colton se demanda s'il existe des nombres arbitrairement grands {\displaystyle n} tel que {\displaystyle n} et {\displaystyle n+1} sont tous deux refactorisables. Zelinsky s'est demandé : s'il existe un nombre refactorisable {\displaystyle n_{0}\equiv a\mod m}, existe-t-il nécessairement un {\displaystyle n>n_{0}} tel que {\displaystyle n} est refactorisable et {\displaystyle n\equiv a\mod m} ?

## Histoire
Définis d'abord par Curtis Cooper et Robert E. Kennedy dans un article où ils montrèrent que les nombres tau possèdent une densité naturelle zéro, ils furent redécouverts plus tard par Simon Colton en utilisant un programme informatique de sa conception qui invente et juge des définitions provenant d'une variété d'endroits des mathématiques tels que la théorie des nombres et la théorie des graphes. Colton a appelé ces nombres « refactorisables ». Tandis que les programmes informatiques ont découvert les preuves avant, cette découverte fut une des premières fois où un ordinateur a découvert une idée nouvelle ou précédemment obscure. Colton a démontré beaucoup de résultats à propos des nombres refactorisables, montrant qu'il en existait une infinité et démontrant une variété de restrictions congrues sur leur distribution. Colton fut alerté seulement plus tard que Kennedy et Cooper avaient précédemment étudié le sujet.